# Shlomi Shabat
Shlomi Shabat (Hebreo: שלומי שבת; nacido en Yehud, Israel, el 30 de agosto de 1954) es un cantante y compositor israelí de música mizrají, conocido en dicho país por su amplia carrera musical, siendo uno de los mayores representantes de la música de estilo mizrají en Israel. Entre sus amplios éxitos se encuentran canciones como "לכל אחד יש" (Lekol Echad Yesh), "אבא" (Aba), "בראשית עולם" (Bereshit Olam), "יש לך" (Yesh Lach) o  "ואני שר" (Ve Ani Shar). Shlomi ha sido entrenador de la versión israelí de la voz (The Voice ישראל) junto a artistas de renombre como Sarit Hadad, Mosh Ben Ari, Aviv Geffen o el grupo Mashina. Tiene en el mercado un total de 17 discos, donde van incluidos Grandes Éxitos y DVD de sus giras. Shlomi destaca por cantar en hebreo, pero también en menor medida en español y turco. Fue uno de los artistas encargados de poner música en la ceremonia de boda de la conocida modelo israelí Bar Refaeli.

## Biografía
Shlomi Shabat nació el 30 de agosto de 1954 en Yehud, una ciudad situada en el Distrito Central de Israel, al norte del Aeropuerto Internacional Ben Gurión, a unos 15 km al sureste de Tel Aviv y a unos 50 km al noroeste de Jerusalén. Es de origen sefardí, cuyos orígenes se encuentran en Turquía. Durante su juventud, Shlomi no completó sus estudios, sirviendo en el ejército como conductor de ambulancias. Es padre de dos hijos llamados Avihu y Manor y hermano de la compositora Lea Shabat y de un hermano llamado Moisés. Está separado desde el año 1987.

## Carrera musical

### 1985-1992: Inicios en la música y primeros éxitos
Shlomi Shabat comenzó a cantar en diversos bares nocturnos de la ciudad de Nueva York donde cantaba ante público judío de origen israelí. Allí descubrió su amor por la música mizrají. A pesar de triunfar en los clubs nocturnos de esta ciudad, su primer disco titulado מן החושך חזרתי (Regresé de la oscuridad), publicado en 1987, no tuvo gran éxito en el mercado. De hecho, su primer éxito se produjo con la publicación de su segundo álbum en 1989, בגלל הרוח (A causa del viento), en el que colaboró su propia hermana, Lea Shabat, componiendo la música y Mika Shtarit como compositora. Tras el éxito de este álbum, Shlomi se convirtió en uno de los cantantes más famosos de Israel. En 1991, participó en el concurso Kdam Eurovisión con el objetivo de representar a Israel en el Festival de Eurovisión con la canción "מכאן" ("Desde aquí"), finalizando en la 5.ª posición, por lo que no logró representar a su país en Eurovisión.
Ese mismo año, Shlomi Shabat participó en Festigal, un concurso musical y de baile que se celebra anualmente en Israel, con la canción "בזכות הסלסה" (Gracias a la salsa). Además, publicó su tercer álbum de estudio, titulado אל תלכי רחוק מדי (No vayas demasiado lejos), que incluía canciones con influencias de la música latina.
Ya en 1992, Shlomi volvió a participar en el Festigal, en este caso con la canción "כשהייתי ילד" (Cuando yo era un niño").

### 1993-1999: Decadencia y nuevos sonidos
En el año 1993, Shlomi publicó su cuarto álbum, שעה אחת ביחד (Una hora juntos), un disco con grandes influencias de la música sefardí y española. Sin embargo, éste no tuvo un gran éxito, debido principalmente a la poca proyección televisiva del cantante en ese momento. Tras este fracaso musical, el propio Shlomi confesó haber atravesado por un periodo de depresión. En 1994, Shlomi hizo su tercera aparición en el Festigal, en esta ocasión con la canción "לנצח צעירים" ("Por siempre jóvenes"). 
En 1998, Shlomi hizo público su quinto álbum, que llevaba su nombre por título. En esta ocasión, de nuevo su música estuvo influenciada por la música española y el flamenco.

### 2000-2010: Nuevos éxitos y colaboraciones con otros artistas
A comienzos del nuevo siglo, Shlomi regresó con un nuevo sencillo junto al cantante Lior Narkis, que llevaba por título ""לכל אחד יש" ("Todo el mundo tiene"), con letra de Uzi Hitman. Este sencillo, que tuvo un gran éxito (fue elegida mejor canción del año), fue incluido en su nuevo álbum, רק איתך (Sólo contigo). Un año más tarde la canción fue incorporada al disco שלומי שבת וחברים (Shlomi Shabat y amigos), con el que vendió más de 200.000 copias. En este disco colaboraron artistas de renombre como Yaron Cohen, Yoav Itzhak, Lior Narkis, Lior Farhi, Itzik Kala, Shlomi Shaban, Yossi Azulay o Gidi Gov.  En 2002, Shlomi fue nominado al premio Mejor Artista Masculino del Año en los Premios Tamuz Awards junto a David D'or, Arkadi Duchin, Yuval Gabay y Yehuda Poliker, venciendo finalmente el cantante David D'or. 
En el año 2003, publicó un nuevo álbum llamado זמן אהבה (Tiempo de amor), de estilo pop mizrají y música de medioriente. Este álbum tuvo numerosos éxitos como las canciones "בחוף של טרפטוני" ("La playa de Tramptoni"), "בשם האהבה" ("En el nombre del amor") y "זמן אהבה" ("Tiempo de amor"). En este álbum se incluía la canción "הרי את מקודשת לי" ("Después de lo sagrado"), en memoria de los fallecidos en el derrumbe de la sala Versailles en Jerusalén durante una boda, saldándose con 23 fallecidos y 370 heridos. Su letra fue escrita por Uzi Hitman. 
En 2005, Shlomi publicó su primer disco grabado en directo durante un concierto. Llevaba por nombre המופע המשותף בקיסריה (Shlomi Shabat in Cesarea), debido a que fue grabado durante un concierto realizado en la localidad de Cesarea, ciudad localizada en el Distrito de Haifa, a orillas del Mar Mediterráneo. 
Un año después, en 2006, el cantante publicó un nuevo álbum, חברים 2 (Amigos 2), una nueva colaboración con diversos cantantes, al igual que hizo con su disco publicado en 2001. En esta ocasión, el cantante contó con la colaboración de Shiri Maimon, Pablo Rosenberg, Gad Elbaz, Lior Narkis, Moshe Peretz o su propia hermana, Lea Shabat. Además, durante ese año, participó en el musical כמו בסרט (Como una película), junta a Miki Kam y Harel Moyal. 
Durante 2007, Shlomi realizó una gira junto al cantante judío argentino Pablo Rosenberg. Su espectáculo fue recogido en un CD y un DVD. En él, se incluyó la canción ""אבא" (Papá), compuesta por Doron Modeli, que se convirtió en un absoluto éxito, convirtiéndose en un clásico de todos los espectáculos del cantante.

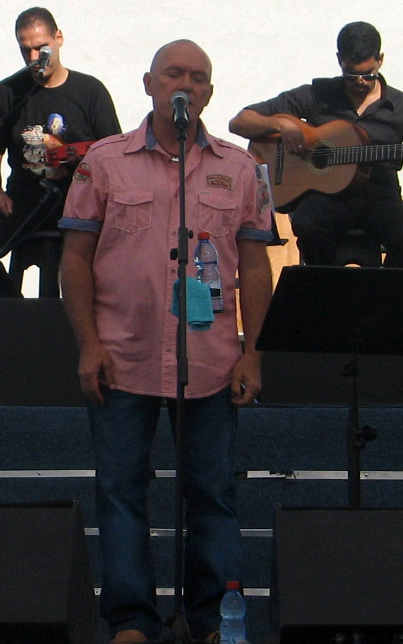
Shlomi Shabat durante un concierto en 2009.

En 2008, realizó una versión de la canción "ניגונה של השכונה" ("Conflicto en el barrio"), originalmente cantada por Izhar Cohen, uno de los integrantes del grupo Alphabeta, que ganó el festival de Eurovisión en 1978 con la canción "A-ba-ni-bi". En septiembre del mismo año, lanzó su nuevo álbum אני שר אלייך (Yo canto para ti), que se convirtió en disco de oro pocas semanas después de su lanzamiento. Este disco incluía temas como "תרצי בי" ("Me gustaría") y "מלאכית" (Angelical), que tuvieron un importante éxito en las listas musicales del país. A finales de ese año, participó de nuevo en el Festigal, aunque en esta ocasión como artista invitado, además de visitar Kochav Nolad, la versión israelí de Operación Triunfo.
En 2010, el cantante publicó שתדע (Sabes), su duodécimo álbum que incluía nuevos éxitos como "שתדעי" (Sabes), canción más difundida en la radio durante ese año. Fue certificado con el disco de oro, por vender más de 30.000 copias, y más tarde con el disco de platino. Otros singles que destacaron fueron "לומר לך ש.." ("Dile que..."), "מה ששלי שלך" ("Lo que es mío es tuyo") o "ואני שר" ("Y yo canto"), siendo este último el de mayor éxito.

### 2011-presente: Jurado de The Voice ישראל y nuevos álbumes
En 2011, Shlomi Shabat lanzó un nuevo sencillo titulado "את בנשמה" ("El alma"), de corte pop-rock, incluido en su nuevo álbum que publicó ya en 2012. Durante este año, Shlomi confesó en una entrevista que se encontraba inmerso en un proceso de arrepentimiento (proceso por el que un judío cambia sus formas de vida y profundiza sus convicciones religiosas), volviendo a abrazar de nuevo a la religión judía, en su rama ortodoxa. Según el propio cantante, este proceso había influidio en la música y las letras de las canciones de su nuevo álbum, llamado אחד לנשמה (Un alma), que contenía dos CDs. Esta disco incluía éxitos como "את בנשמה" ("El alma"), "בראשית עולם" ("En el comienzo del mundo"), "אין עוד מלבדו" ("No hay nada fuera de Él") o "יש לך" ("Tienes"), que fue elegida canción del año en Israel. 
Durante este año, Shlomi fue jurado de las dos primeras ediciones de la versión israelí del formato The Voice, llamado The Voice ישראל (The Voice Israel). Durante la primera edición estuvo acompañado por Sarit Hadad, Aviv Geffen y Rami Kleinstein como entrenadores del programa. Durante la segunda edición, Rami fue sustituido por el cantante y el batería del grupo rock Mashina, Yuval Banai y Shlomi Bracha. Shlomi fue el entrenador ganador de esta edición, gracias a la victoria de Lina Makoul, una árabe-israelí originaria de la ciudad de Acre.
En 2013, Shlomi Shabat participó por quinta vez en el Festigal. En ese mismo año, ganó el premio al mejor cantante del año 2013. Shlomi participó como entrenador en la tercera y última temporada del programa The Voice junto a Sarit Hadad, Aviv Geffen y Mosh Ben-Ari, realizada durante 2014.
En 2015, publicó su disco הלב (Corazón), compuesto por 13 canciones de diferentes estilos, donde se mezclaba la música rock con baladas y con música mizrají. Durante los meses de mayo y junio de 2015, Shlomi realizó una gira por América del Norte, celebrando conciertos en ciudades como Boston, Miami, Nueva York, Toronto, Las Vegas o los Ángeles. En octubre publicó su último sencillo, acompañado de Yehuda Poliker, titulado "הזמן המאושר" ("El momento más feliz"). Shlomi fue el encargado de poner música a la ceremonia de bodas de la famosa modelo israelí, Bar Refaeli.